# Бушатин (Лоевский район)
Бушатин (бел. Бушацін) — деревня в Страдубском сельсовете Лоевского района Гомельской области Беларуси.

## География

### Расположение
В 14 км на северо-запад от Лоева, 42 км от железнодорожной станции Речица (на линии Гомель — Калинковичи), 64 км от Гомеля.

### Гидрография
Рядом расположено Днепро-Брагинское водохранилище.

## Транспортная сеть
Рядом автодорога Лоев — Речица. Планировка состоит из короткой прямолинейной улицы с переулком, ориентированной с юго-востока на северо-запад. Застройка деревянная, усадебного типа.

## История
По письменным источникам известна с XIX века как селение в Холмечской волости Речицкого уезда Минской губернии. В 1850 году владение помещика Михайлова, с 1851 года в собственности дворянина Вишневского, который в этих местах владел 842 десятинами земли. В 1879 году селение Холмечского церковного прихода. Согласно переписи 1897 года действовал хлебозапасный магазин. В 1908 году рядом располагался фольварк.
В 1930 году организован колхоз имени К. Я. Ворошилова, работали 2 кузницы и ветряная мельница. Во время Великой Отечественной войны в 1943 году оккупанты сожгли 44 двора. Согласно переписи 1959 года в составе колхоза «Восток» (центр — деревня Страдубка).

## Население

### Численность
- 1999 год — 20 хозяйств, 32 жителя.

### Динамика
- 1834 год — 18 дворов.
- 1850 год — 61 житель.
- 1897 год — 32 двора, 212 жителей (согласно переписи).
- 1908 год — 39 дворов, 253 жителя; в фольварке 5 жителей.
- 1940 год — 52 двора.
- 1959 год — 228 жителей (согласно переписи).
- 1999 год — 20 хозяйств, 32 жителя.
- 2015 год — 6 жителей.